# Jan Dijk
Jan Dijk (Hengelo, 23 augustus 1775 – aldaar, 14 augustus 1849) was een Nederlands burgemeester en schout. Hij geldt als de eerste burgemeester van Hengelo.

## Biografie
Jan Dijk werd geboren in het dorp Hengelo dat op dat moment bestuurd werd door het landgericht Delden. Na zijn studie woonde hij met zijn vrouw op het Huis Hengelo alwaar hij als rentmeester werkte. Vanuit zijn functie als markerichter van de markes Woolde, Driene en half Oele werd Dijk op 1 mei 1802, na de verzelfstandiging van het dorp, door de Fransen aangesteld als hoofdbestuurder van Hengelo, waarna hij tevens zitting nam in het gemeentebestuur. Daarin had hij de functie van zowel leidsman als secretaris. 
In november 1811 werd Jan Dijk geïnstalleerd als eerste burgemeester, dan nog maire, van Hengelo. Vervolgens wordt hij nog schout en "kolonel van het elfde bataljon van de Landstormers" bij de Hengelose Landweer.
Binnen Hengelo was hij verantwoordelijk voor de aanleg van diverse paden, straten en wegen. Dit alles leidde uiteindelijk tot de eerste gemeentelijke herindeling.
Jan Dijk had vijf kinderen, waaronder zoon Steven die leiding gaf aan wat later de Hengelose Bontweverij zou worden, en kleinzoon Gerrit, voorzitter van de eerste Kamer van Koophandel voor Twente en Salland.
Dijk was ook de grootvader van Jan van Alphen, een Nederlands politicus.
Jan Dijk werd 73 jaar en ligt begraven op de Oude Algemene Begraafplaats in Hengelo.